# Goephanes pictidorsis
Goephanes pictidorsis là một loài bọ cánh cứng trong họ Cerambycidae.